# Little Red Songbook

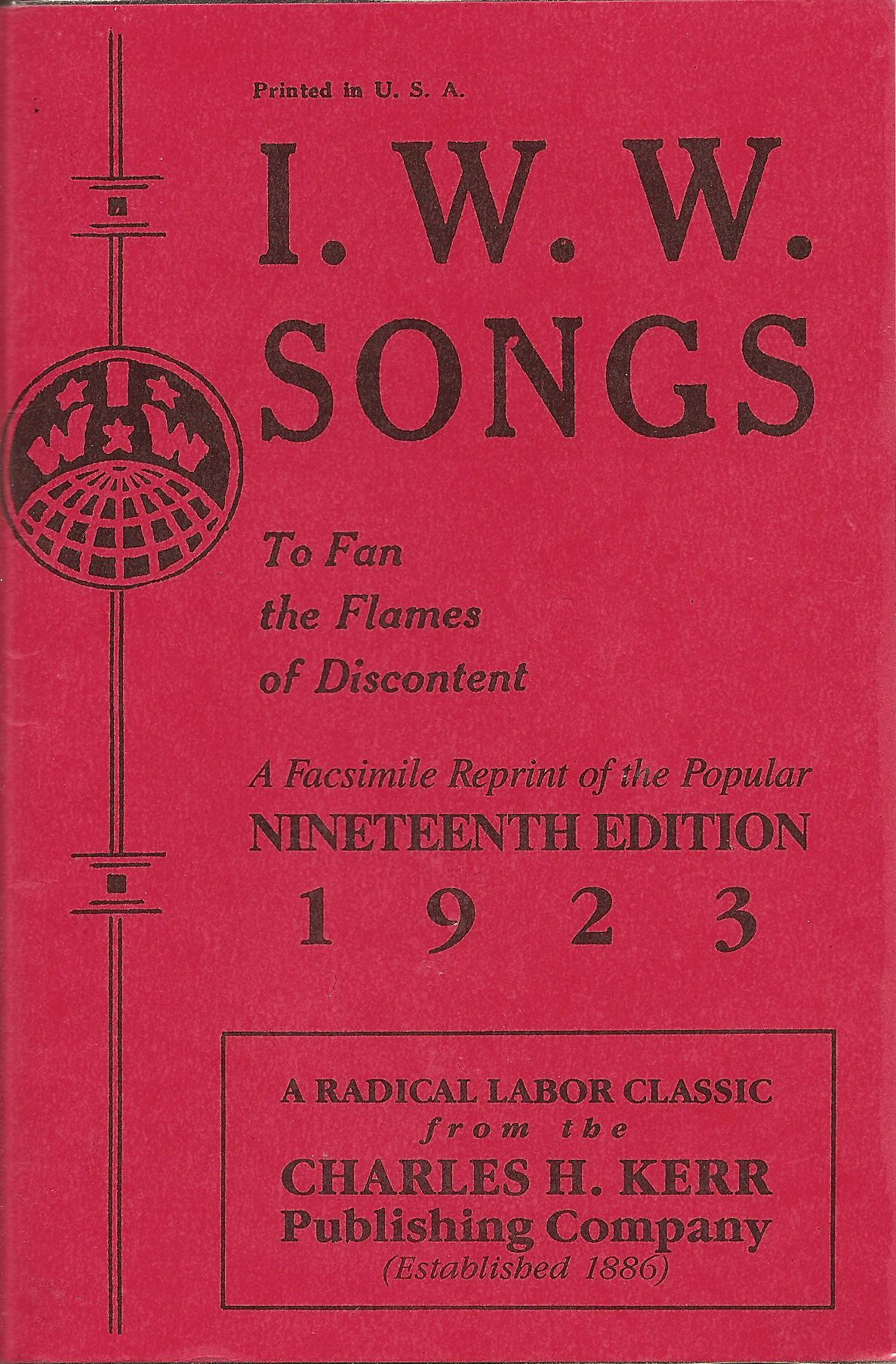
La réédition du Little Red Songbook par la Charles H. Kerr Publishing Company en 2007.

Depuis la fondation du syndicat international Industrial Workers of the World en 1905, le chant a joué un rôle majeur dans la diffusion de son message. Les chansons phares de la One Big Union sont rassemblées au sein du Little Red Songbook (Petit livre rouge de chansons).

## Histoire
Le Little Red Songbook fut publié pour la première fois en 1909 par un comité d'unions locales de Spokane,. Il fut au départ baptisé "Chansons des Travailleurs, sur la Route, dans les Jungles, et dans les Ateliers—Chansons pour Souffler sur les Braises de la Révolte" (Songs of the Workers, on the Road, in the Jungles, and in the Shops—Songs to Fan the Flames of Discontent.) Il comprend des chansons écrites par Joe Hill, Ralph Chaplin, T-Bone Slim, et d'autres. Les premières éditions contenaient déjà des chants toujours célèbres aujourd'hui comme The Red Flag, The Internationale, et Solidarity Forever. Trente-six éditions furent publiées en 1909 et 1995.
Pour célébrer le centenaire de la fondation du syndicat wobbly en 1905, l'union locale de Philadelphie publia une nouvelle édition en 2005.
Les 190 chansons incluses dans le Little Red Songbook entre 1909 et 1973 ont été publiées par Archie Green en 2007 dans le Big Red Songbook.